# Haworthia turgida
Haworthia turgida är en grästrädsväxtart som beskrevs av Adrian Hardy Haworth. Haworthia turgida ingår i släktet Haworthia och familjen grästrädsväxter.

## Underarter
Arten delas in i följande underarter:
- H. t. longibracteata
- H. t. suberecta
- H. t. turgida

## Bildgalleri

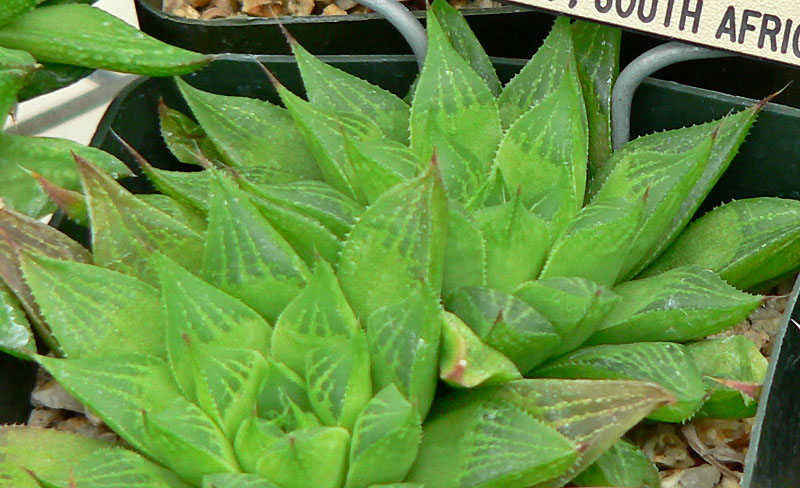